# Demografia do Sri Lanka
O Sri Lanka é uma ilha no Oceano Índico a cerca de 28 km ao sul da costa da Índia com aproximadamente 19 milhões de habitantes. A densidade demográfica é mais alta próximo da capital, Colombo, a qual é o principal porto e centro industrial do país. A taxa de crescimento da população é de cerca de 1,3% ao ano. O país é étnica, religiosa e lingüisticamente diversificado.

## Povos
Os cingaleses representam 74% da população e estão concentrados no densamente povoado sul do país. Os tâmeis do Sri Lanka, que têm seus ancestrais no sul da Índia, têm vivido na ilha há séculos, representando cerca de 12% da população. Vivem predominantemente no norte e no leste do país.
Os tamis indianos, um grupo étnico distinto, representam cerca de 5% da população. Os britânicos os trouxeram para o país no século XIX para trabalharem nas plantações de borracha e chá, e eles permanecem concentrados nas áreas produtoras de chá do sul e centro do país. De acordo com um pacto celebrado em 1964 com a Índia, o Sri Lanka garantiu, em 1988, cidadania a 230 mil tamis indianos "sem pátria". A Índia, por seu turno, garantiu cidadania aos demais, cerca de 200 mil, que agora vivem naquele país. Outros 75 mil tamis indianos que, eles próprios ou seus pais, pleitearam cidadania indiana, agora desejam permanecer no Sri Lanka. O governo estabeleceu que estes não serão forçados a retornarem à Índia, apesar de, tecnicamente, não serem cidadãos cingaleses.
Outras minorias incluem muçulmanos - tanto mouros quanto malaios - que representam cerca de 7% da população, os chamados burghers que descendem de europeus (portugueses, holandeses e ingleses), e os Vedas aborígenes.

## Religião
A maioria dos cingaleses professa o budismo; a maioria dos tamis é hinduísta; os malaios e os mouros são muçulmanos (majoritariamente sunitas). Expressivas minorias tanto de cingaleses quanto de tamis são cristãos, principalmente católicos romanos. A população burgher é principalmente católica ou presbiteriana. Os Vedas são animistas ou budistas. A Constituição de 1978, apesar de garantir liberdade religiosa, deu primazia ao budismo.
70% é budista

## Línguas
O cingalês ou sinhala é a língua nativa dos cingaleses. Os tamis e os mouros falam tâmeis, uma língua dravídica. Os malaios falam um crioulo malaio, e muitos dos burghers falam um crioulo de base portuguesa, apesar de seu uso ter declinado, e atualmente todos falarem tâmil. Os Vedas falam uma língua bastante próxima do sinhala. O uso da língua inglesa tem declinado desde a independência, mas ainda continua a ser falada, principalmente nas classe média e média-alta, particularmente em Colombo. O governo busca reverter o declínio do inglês, principalmente por razões econômicas, mas também políticas. Tanto o sinhala quanto o tâmil são línguas oficiais do país.

## Estatísticas demográficas
População: 19.238.575

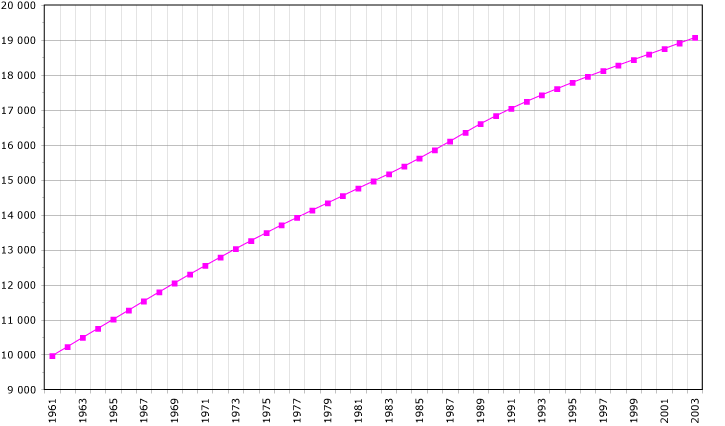
Demografia do Sri Lanka, Dados daFAO, ano 2005. Habitantes em milhares.

Nota: desde o início das hostilidades entre o governo e separatistas armados da minoria tâmil em meados da década de 1980, dezenas de milhares de civis deixaram a ilha. Em meados de 1999, uns 66 mil refugiados estavam abrigados em 133 campos do sul da Índia, cerca de 40 mil outros viviam fora dos campos, e cerca de 200 mil pessoas haviam buscado refúgio no Ocidente (estimativas de julho de 2000)

Pirâmide demográfica:

0-14 anos:
26% (2605.251 homens; 2.490.416 mulheres)

15-64 anos:
67% (6.285.118 homens; 6.606.196 mulheres)

65 anos ou mais:
7% (602,470 homens; 649.124 mulheres) (est. 2000)

Taxa de crescimento demográfico:
0,89% (est. 2000)

Alfabetização:

definição:
pop. de 15 anos ou mais que sabem ler e escrever

total:
90,2%